# Серрадура
Серрадура (порт. serradura), португальское произношение: [səʀɐˈdurɐ], «опилки»), также опилочный пудинг или макао-пудинг — португальский десерт, особенно популярный в Макао. Состоит из нескольких слоёв: взбитые сливки, сгущённое молоко и крошка печенья Мария. Название Серрадура, то есть «опилки», возникло из-за печенья, так как по рецепту оно мелко измельчается.

## Происхождение и история
Серрадура — десерт, возникший в Португалии, и который прославился в Макао. Это очень распространенный десерт там, и его можно найти в разных ресторанах и пекарнях, именно поэтому Серрадура выбран в качестве одного из обязательных блюд для туриста в Макао. Серрадура появился в Макао в то время, когда он находился под колониальным правлением Португалии. Он также популярен в Гонконге, Гоа, и в различных португалоязычных и испаноязычных странах. В Гонконге и Макао есть известные и сетевые кафе и магазины, специализирующиеся на Серрадура, или в которых этот десерт — одно из фирменных блюд.

## Виды

### Вкусы
Традиционно Серрадура готовили из чайного печенья, также известного как печенье Мария, и взбитых сливок Позже десерт обогатился различными вкусами, включая печенье Oreo, кофейные зёрна, орехи, зелёный чай и т. д.. Для получения «опилок», некоторые рецепты используют другое печенье, бисквит, различные порошки, смешивая их с печеньем Мария или даже заменяя его. Также рецепты могут добавлять различные вкусовые добавки к сливкам, чтобы создать другой вкус, такой как шоколадный, клубничный, со вкусом зелёного чая и так далее.

### Форма
По форме, в которой подаётся, Серрадура, он бывает двух видов: пирожное или пудинг. Пирожное типа Серрадура заморожено до более твёрдого состояния, так что его текстура немного напоминает мороженое. Для пудинга десерт также охлаждается, но незначительно, чтобы крем загустел, образовал кремовую текстуру.

### Рецепт
Серрадура довольно проста в приготовлении, требуется всего несколько ингредиентов. Сгущённое молоко, крошка печенья Мария и взбитые сливки являются наиболее распространенными ингредиентами Серрадуры, но иногда вместо взбитых сливок можно использовать густые сливки. Первым слоем укладывают взбитые сливки, а последним — печенье. Также можно посыпать десерт тёртым шоколадом. После охлаждения в холодильнике в течение пяти-шести часов, он может быть подан. Поскольку в настоящее время Серрадура является распространенным и популярным десертом, создаются новые вкусы: с зелёным чаем, шоколадом, гуавой и ванилью Также можно приготовить десерт со вкусом печенья Oreo, заменив им печенье Мария.